# Кесанг Чоден Вангчук (королева)
Кесанг Чоден Вангчук (дзонг-кэ ཀེ་སཱན་ ཅོ་དེན་ཝཱན་ཅུག་; род. 21 мая 1930) — вдовствующая королева Бутана, мать бывшего короля Джигме Сингье Вангчука и бабушка нынешнего короля Джигме Кхесар Намгьяла Вангчука; на данный момент, она единственная в мире «Королевская бабушка» (бабушка правящего монарха).

## Биография
Родилась 21 мая 1930 года в семье Сонам Тобгай Дорджи и его жены Майюм Чойинг; получила образование в монастыре Святого Иосифа в Калимпонге.
5 октября 1951 года вышла замуж за принца Джигме Дорджи Вангчука, который после смерти отца в марте 1952 года стал королём. В браке с королём у неё 5 детей (четверо сыновей и одна дочь):
- Сонам Чоден Вангчук (род. 25 июля 1953);
- Дечен Вангмо Вангчук (род. 8 сентября 1954);
- Джигме Сингье Вангчук (род. 11 ноября 1955) — четвёртый король Бутана (21 июля 1972 — 15 декабря 2006);
- Пем Пем Вангчук (род. 12 марта 1959);
- Кесанг Вангмо Вангчук (род. 11 мая 1961); [1]

В 1972 году во время болезни мужа она была назначена регентом и была покровителем проводимых молитв за благополучие страны и здоровье короля. Помимо этого она занимается благотворительностью, отправляя пожертвования в монастыри, а также совершая в них паломничества.